# Tulipany
Pour plus de détails, voir Fiche technique et Distribution.
Tulipany est un film populaire polonais de 2005, réalisé par Jacek Borcuch.

## Fiche technique
- Réalisation : Jacek Borcuch
- Scénario : Jacek Borcuch
- Producteur :
- Musique : Daniel Bloom
- Costume : Magdalena Maciejewska, Marzena Wardzyk
- Distribution : SPInka
- Pays de production :  Pologne
- Langue : polonais
- Date de sortie : 
  - Pologne : 4 mars 2005

## Distribution
- Jan Nowicki
- Tadeusz Pluciński
- Zygmunt Malanowicz
- Małgorzata Braunek
- Andrzej Chyra
- Ilona Ostrowska
- Hanna Orsztynowicz
- Wojciech Kalarus
- Mariusz Drężek
- Edyta Łukaszewska

## Récompenses et distinctions
- Aigle de la meilleure actrice dans un second rôle pour Małgorzata Braunek, au Polskie Nagrody Filmowe
- Meilleure actrice dans un second rôle pour Małgorzata Braunek, au Festival du film polonais de Gdynia